# Rudletzholz

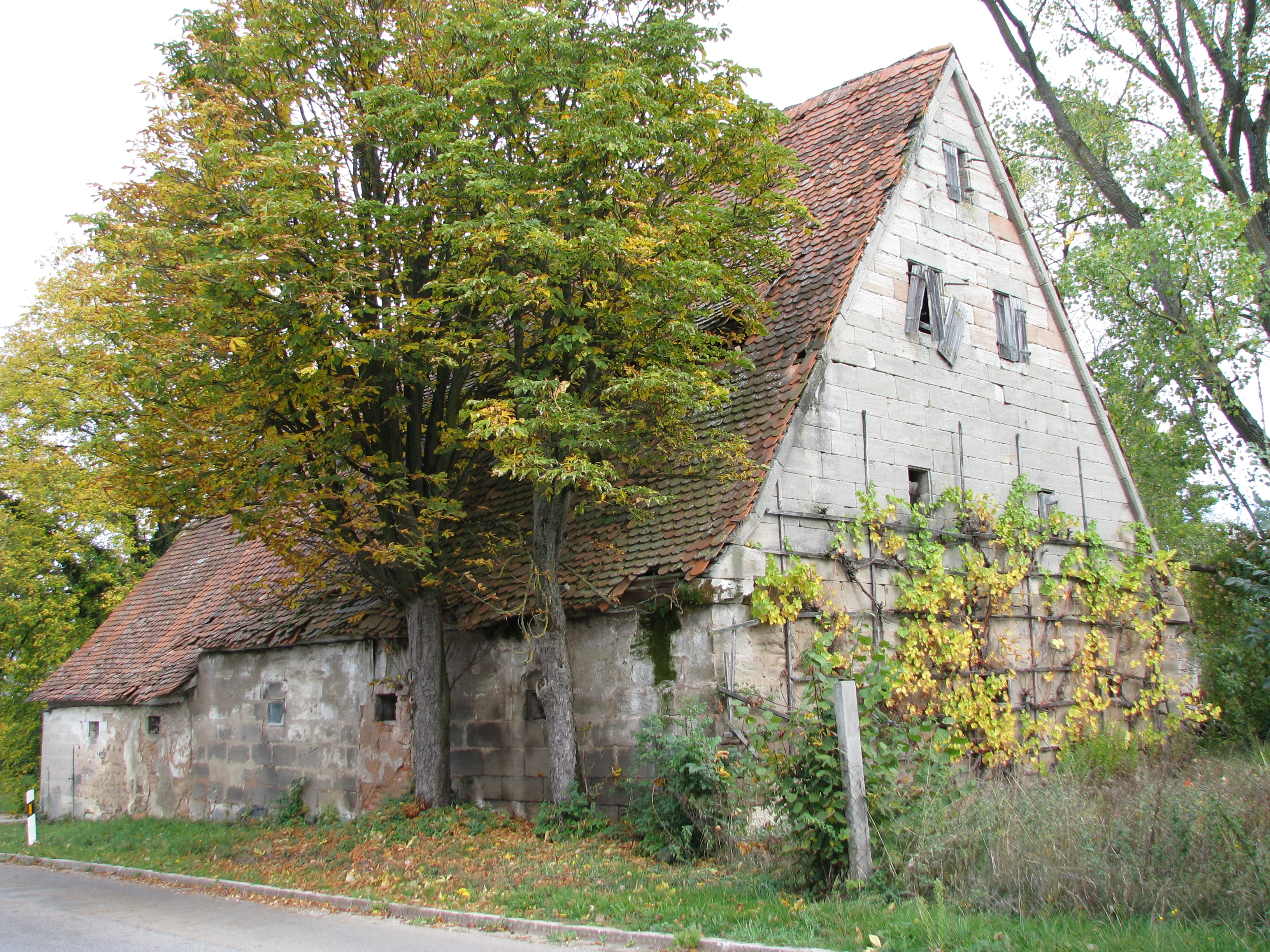
Altes Anwesen in Rudletzholz

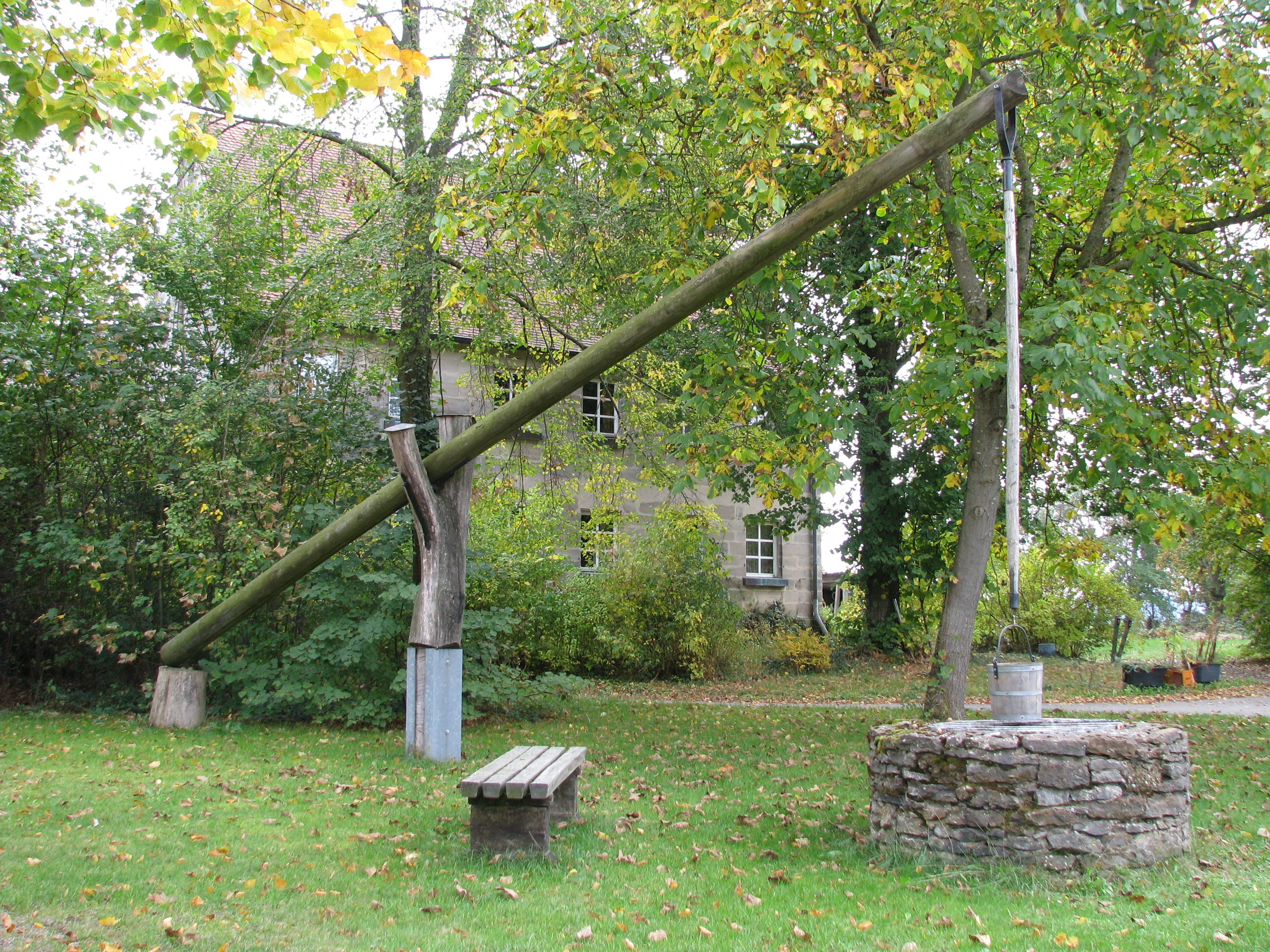
Ziehbrunnen in Rudletzholz

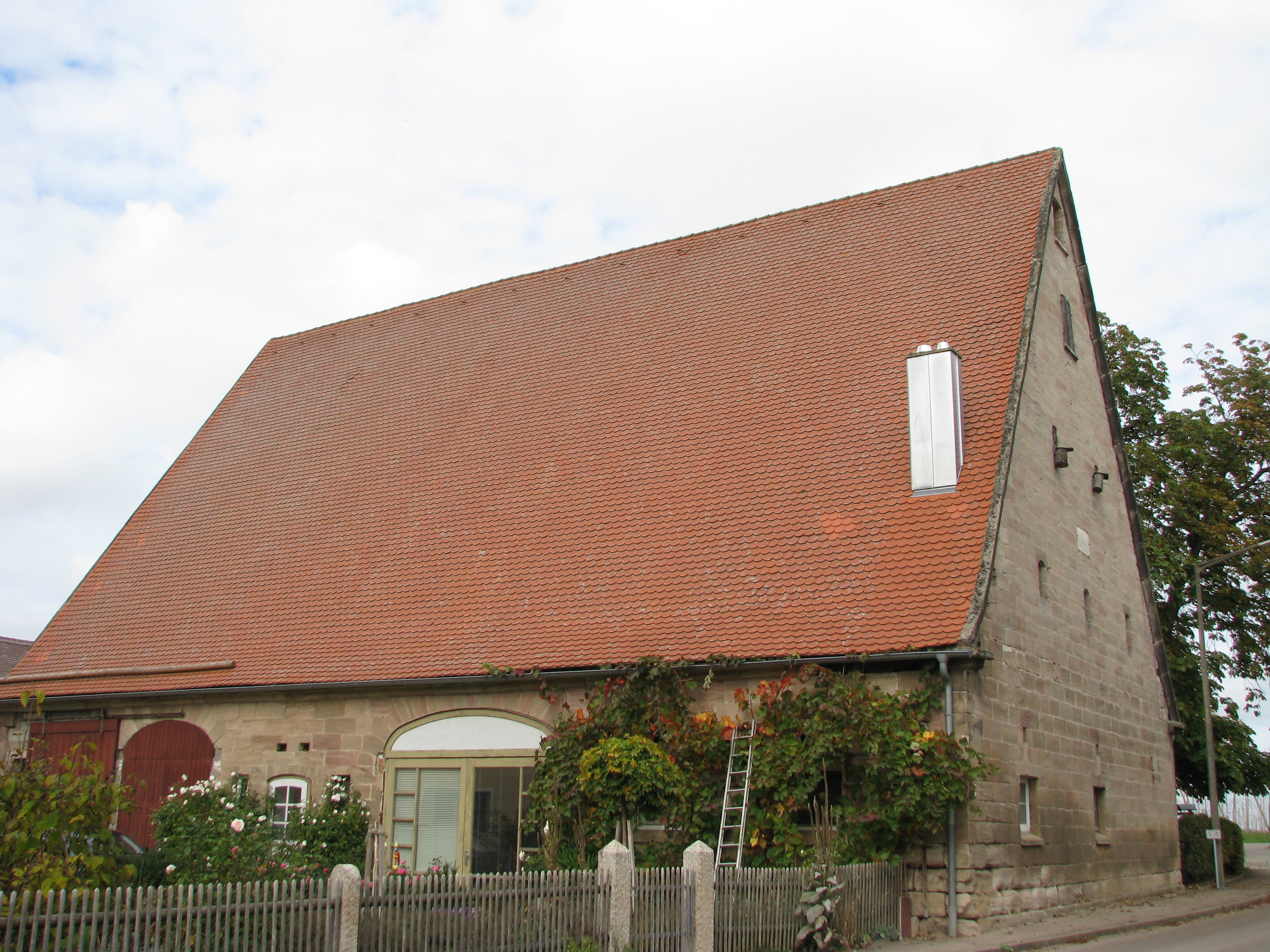
Stadel von 1857

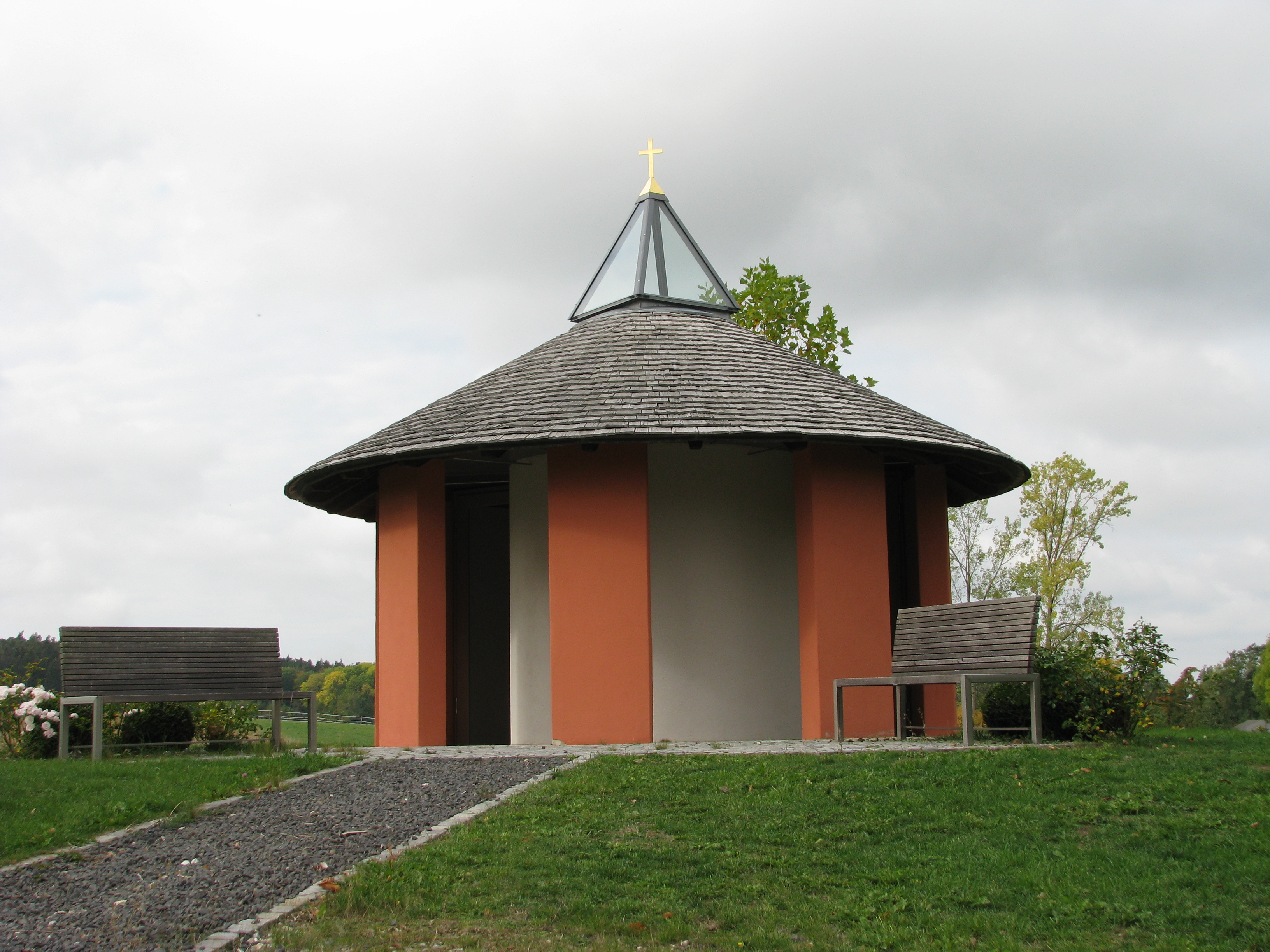
Dreifaltigkeitskapelle, errichtet 2007

Rudletzholz ist ein Gemeindeteil der Stadt Heideck im Landkreis Roth (Mittelfranken, Bayern). Die Gemarkung Selingstadt hat eine Fläche von 2,244 km² und ist in 217 Flurstücke aufgeteilt, die eine durchschnittliche Flurstücksfläche von 10339,26 m² haben.

## Lage
Das Kirchdorf liegt im Naturpark Altmühltal auf der Jurahochfläche südlich von Heideck an der Kreisstraße RH 22. Im Norden des Dorfes zweigt ein Wirtschaftsweg zur Klausenkapelle bei Heideck ab.
Die Dorfflur umfasst 227 Hektar.

## Ortsnamendeutung
Im Ortsnamen wird der Personenname Rudlant vermutet.

## Geschichte
Das Kirchdorf wurde erstmals zwischen 1140 und 1149 erwähnt, als der Ortsadelige Berhtolt de Ruetlantesholcen und sein gleichnamiger Sohn unter dem Eichstätter Bischof Gebhard als Urkundenzeugen für das Kloster St. Walburg in Eichstätt in Erscheinung traten. 1162 wird „Bertoldus de Rorlandezholz“ als Eichstätter Ministeriale erwähnt, zuletzt wird als Ortsadeliger 1340 „Chunrat der Swer (= Schwiegervater) von Rutlantzholz“ genannt.
Kirchlich gehörte Rudletzholz zur Urpfarrei Laibstadt, als deren Filiale es 1480 genannt ist.
1472 kam das Amt Heideck und damit Rudletzholz an Bayern und nach dem Landshuter Erbfolgekrieg 1505 zum neu errichteten Fürstentum Pfalz-Neuburg. Als das pfalz-neuburgische Pflegamt Heideck und damit auch Rudletzholz mit seinen 15 Untertanenanwesen am 4. Oktober 1542 an die Burggrafen von Nürnberg verpfändet wurde, führte Nürnberg sogleich die Reformation ein. 1585 wurde das Amt Heideck von Pfalz-Neuburg wieder eingelöst. Die Wiedereinführung der katholischen Religionsausübung im Amt Heideck und damit auch in Rudletzholz erfolgte allerdings erst mit der Rekatholisierung von Neuburg-Pfalz unter dem zur alten Kirche zurückgekehrten Pfalzgraf Wolfgang Wilhelm ab dem Jahr 1627 durch eine Jesuitenstation in Heideck.
Am Ende des Alten Reiches, um 1800, gab es in Rudletzholz 17 Anwesen, darunter ein Hirtenhaus und einen Zapfenwirt; 16 Untertanen gehörten der Grundherrschaft des pfalz-neuburgischen Landrichteramtes Heideck, einer der Grundherrschaft des Reichen Almosenamtes Nürnberg. Hoch- und niedergerichtlich unterstand das Dorf dem pfalz-neuburgischen Pflegamt Heideck.
Im Königreich Bayern (1806) kam das Kirchdorf zum Steuerdistrikt Heideck, bis es eine Ruralgemeinde im Gerichtsbezirk und Rentamt (später Bezirksamt und Amtsgericht) Hilpoltstein wurde. 1818 bestand das Dorf aus 19, 1871 aus 17 „Feuerstellen“ (= Haushaltungen). 1875 gab es im Dorf 39 Gebäude und 16 Wohngebäude; als Viehbestand zählte man 13 Pferde, 128 Stück Rindvieh, 159 Schafe, 49 Schweine und eine Ziege. Die Kinder gingen nach Laibstadt zur Schule. Der dortige Lehrer hatte circa 12 mal im Jahr in Rudletzholz als Mesner zu fungieren; die Orgel brauchte er hier nicht spielen, da es eine solche im 19. Jahrhundert in Rudletzholz noch nicht gab. Um 1900 gab es im Dorf 24 Wohngebäude, neun Pferde, 157 Stück Rindvieh, 124 Schafe 74 Schweine und vier Ziegen.
Im Zuge der Gebietsreform in Bayern wurde die Gemeinde zum 1. Mai 1978 in die Stadt Heideck eingegliedert.

### Einwohnerentwicklung
- 1818: 114 (19 „Feuerstellen“, 25 Familien)[23]
- 1871: 111 (16 Wohngebäude)[24]
- 1900: 106 (24 Anwesen)[25]
- 1913: 100[26]
- 1937: 91[27]
- 1950: 117 (16 Anwesen)[28]
- 1961: 77 (19 Wohngebäude)[6]
- 1970: 78[29]
- 1987: 75 (19 Gebäude mit Wohnraum; 23 Wohnungen)[2]

## Katholische Filialkirche St. Martin
Das Kirchlein mit Kuppeldachreiter, eine 1778 geweihte Filialkirche der katholischen Stadtpfarrei Heideck, wurde 1765 an Stelle einer baufällig gewordenen Kapelle erbaut. 1778 wurde es vergrößert, 1910 ein neuer, dreiseitig geschlossener Chor angebaut. Der 1961 neu gestaltete Rokokoaltar weist eine Predella (Christus und die 12 Apostel) von 1510/20, eine barocke Madonna im Strahlenkranz (um 1700) und eine altertümliche Statute des hl. Martin mit einem Bettler auf. Die beiden Reliefs über den seitlichen Sakristeitüren (die Muttergottes und die hl. Anna) sind um 1510/20 entstanden. 1925 wurden zwei Glocken der Firma Hamm in Regensburg aufgehängt. 2010 kam anstelle eines alten Harmoniums eine Orgel in die Kirche.

## Sehenswürdigkeiten

### Baudenkmäler
Außer der Filialkirche St. Martin gelten als Baudenkmäler:
- Haus Nr. 12, ein erdgeschossiges Bauernhaus mit Satteldach aus Sandsteinquadern mit verputztem Fachwerkgiebel, bezeichnet 1804, mit angeschlossenem, höher gebauten Stall- und Scheunenteil von 1857
- Haus Nr. 16, ebenfalls ein erdgeschossiges Bauernhaus mit Satteldach aus Sandsteinquadern mit einer Figur des hl. Georg in der Giebelnische, 1. Hälfte des 19. Jahrhunderts.

### Bauwerke
- Ziehbrunnen in der Dorfmitte, 2009 anstelle des alten, 100 Meter nördlicher stehenden Brunnens errichtet.[35]
- Dreifaltigkeitskapelle von 2007 im Süden des Dorfes, ein Rundbau mit drei Säulen, einer Lichtkuppel und einem Altarbild von Ehrenfried Kuhn aus Schwabach.[36]

## Vereine
- Freiwillige Feuerwehr Rudletzholz

## Sonstiges
- An einem Hang bei Rudletzholz betreibt der Skiclub Heideck bei entsprechender Witterung einen Skilift.[37]

## Persönlichkeiten
- Wunibalda Schmidpeter OSB (1839–1877), geb. in Rudletzholz, Klosterfrau in St. Walburg, Eichstätt, dort Elementarlehrerin.[38]
- Josef Schmidpeter (1751–1846), geb. in Rudletzholz als Sohn des Sonnenbauer, Priesterweihe 1791, ab 1781 Professor am Lyzeum in Eichstätt, 1787 Aufdeckung seiner Mitgliedschaft bei den Illuminaten, kann aber weiter als Professor in Eichstätt wirken, 1794 Berufung zum Kanonikus am Kollegiatstift in Eichstätt, verstorben am 13. Februar 1846 in München.